# Albert Engström
Pour les articles homonymes, voir Engström.
Albert Engström, né le 12 mai 1869 à Lönneberga församling (sv), comté de Kalmar, Suède et mort le 16 novembre 1940  à Stockholm, Suède, est un artiste et écrivain suédois membre de l'Académie suédoise de 1922 à 1940.

## Biographie

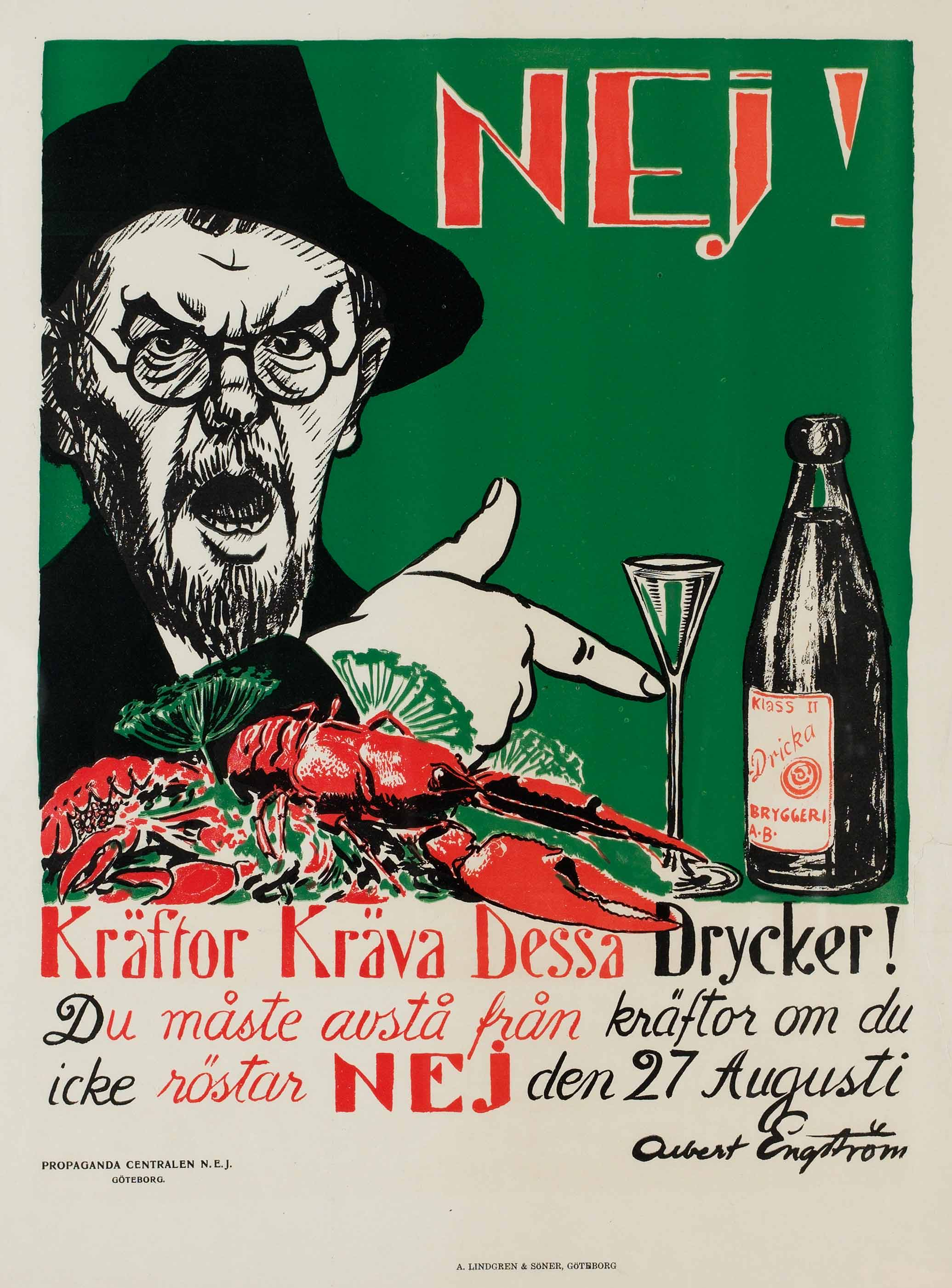
Affiche d'Albert Engström lors du référendum de 1922 au sujet de la prohibition d'alcool.

Il prend part en avril-mai 1929 à l'Exposition de l'art suédois organisée au Musée du Jeu de Paume où il présente les toiles Pêcheur, Rixe nocturne, Châtiment, Philosophie, Le Fils de Mlle Andersson, Types russes, Feliks ainsi que des dessins qui sont conservées au Musée national de Stockholm.